# 清川元夢
清川 元夢（きよかわ もとむ、1935年4月9日 - 2022年8月17日）は、日本の俳優、声優。東京俳優生活協同組合所属（死去時）。神奈川県出身。本名は清 辰蔵（きよし たつぞう）。
声優業を中心に活動しており、アニメでの主な出演作品は『機動戦士ガンダム』（テム・レイ役）、『ふしぎの海のナディア』（ガーゴイル役）、『新世紀エヴァンゲリオン』（冬月コウゾウ役）、『ご注文はうさぎですか?』（ティッピー役）。

## 来歴
1957年、俳優座養成所に入所（6期生）。同年、劇団仲間に入り、1962年に劇団演劇座、劇団劇舎を結成する。俳優企画を経て、1968年、東京俳優生活協同組合に所属。
舞台俳優が本業だが、『コンバット!』の兵士役で声優デビューし、以降吹き替え、特撮、アニメなど、さまざまな作品に出演した。自身は声優業をやる理由について「稼ぐため」と述べている。
劇舎設立に協力した山田礼子とともに「劇舎声優塾D.D.」において講師を務めていた。
2022年8月17日午前11時10分、家族に見守られながら肺炎のため東京都内の病院で死去。87歳没。
2023年、第19回東京アニメアワード功労賞を受賞。

## 人物・特色
声域はバリトン。
アニメでは庵野秀明監督作品の常連であり、1990年の『ふしぎの海のナディア』のガーゴイル役以降、たびたび出演していた。
声優としては腺病質な人物役で知られる。特撮作品では怪人役の声を多く担当しており、上述の庵野が清川に出演を依頼するようになったきっかけは『秘密戦隊ゴレンジャー』で清川が声を当てた青すじ仮面役を気に入ったことである。怪人以外にも『ウルトラマンレオ』以降、「ウルトラシリーズ」の複数の作品でウルトラマンキング役を演じている。
悪役も多く演じているが、清川は自身の声について「音として柔らかい」と分析しており、「どうしてもほんとのワルになりきれない」と述べている。それゆえに『ふしぎの海のナディア』で敵役のガーゴイルを演じることになった際、ガーゴイルの生い立ちについて述べた上で「だったら、どちらがワルかはっきりしない、そういうのでやらない?」と監督の庵野に提案し、庵野は最初からそうしようと思っていたとしてこの提案を取り入れた（なお、作中では味方役であるノーチラス号の乗組員の役も演じている他、第2話から23話までは冒頭部の粗筋解説も行っていた）。『機動武闘伝Gガンダム』においてミカムラ博士を演じた際、清川の声を聞いた監督の今川泰宏は「どうしても、悪人に出来ない」として、本来は悪人として設定されていたミカムラ博士を最終的には善人に変更したという。
特技は柔道、フェンシング。

## エピソード
上述のように本人はあくまで舞台志向であり、「僕マンガ大嫌いなんですよね（笑）。仕事場から逃げ出したいくらいなんです」、「『マンガは嫌い』だとか、仕事をホサれるようなことばっかり言ってるんですよ」と自身がアニメの声優をやることに対して抵抗感がある旨の発言をしている。また、収録スタジオではアフレコ前に漫画を読んでいた若手声優を叱ったり、体調管理についても苦言を呈するなど、若手に注意を促している。1990年代後半時期には作品の制作スタッフに対しては敬意を払う一方で、声優については、役者を育てる機関が日本になくスタッフの求めるだけの演技ができないことや、プロ意識の欠けた者が多くなっていることを憂う発言をしている。
歌を歌うことについても、自分の柄ではないと否定的である。『ふしぎの海のナディア』のCDアルバム『Bye Bye Blue Water』で歌う企画の打診に対して（歌いたくなかったため）「演歌ならいいですよ」と答えたところ、演歌調の歌である「本命盤 恨み舟」が作られ、清川が歌った数少ない歌となっている。清川のこの歌に対して、共演していた日髙のり子は、「『ナディア』って始まった頃から結構歌とかの仕事も多くて、キャラクターとして歌うことも多かったんですけど、清川さんの『恨み舟』を聞いた時は「やっぱり違うなあ」って思いました。間のセリフとかもテレビと同じく淡々と喋っているのに、聞いているこっちはたまらなくおかしかったです。で、やっぱりガーゴイルなんですよねえ。私がジャンで歌っても、やっぱり日高が見え隠れするところってあるじゃないですか。でもこの歌の中にいるのは清川さんじゃなくてガーゴイルなんですよ。それがやっぱりすごいと思いました。」と述べている。
『新世紀エヴァンゲリオン』で演じた冬月コウゾウの容姿のモデルは、アニメ制作当時の清川本人である。

## 後任
清川の死後、持ち役を引き継いだ人物は以下の通り。
| 後任       | 役名             | 作品                                        | 後任の初担当作品         |
| ---------- | ---------------- | ------------------------------------------- | ------------------------ |
| 大塚芳忠   | 九島烈           | 『魔法科高校の劣等生』                      | テレビアニメ第3期        |
| 岩崎ひろし | へっこき(風太郎) | 『カンニング・モンキー 天中拳』フジテレビ版 | BS松竹東急版追加収録部分 |
| 掛川裕彦   | ザッカルディ神父 | 『ネバダ・スミス』フジテレビ版              | BD版追加収録部分         |
| 辻親八     | 植松竜司郎       | 『名探偵コナン』                            | 第1170話                 |

## 出演
太字はメインキャラクター。

### テレビドラマ
- ザ・ボディガード（1974年） 第25話「明日に別れの弾丸を」
- プレイガールQ
  - 第7話「恐怖のフラメンコ」（1974年） - ホテルフロント 役
  - 第16話「ゴルフ場の謎の怪事件」（1975年） - アナウンサー 役
- 土曜ドラマ「松本清張シリーズ たずね人」（1977年） - アナウンサー 役
- 土曜ワイド劇場
  - 「帝銀事件 大量殺人・獄中32年の死刑囚」（1980年）
  - 「死角に消えた殺人者」（1982年）
- 大捜査線
  - 第22話（1980年）
- ザ・ハングマン
  - 第34話「逃がし屋を逃がすな」（1981年） - 宝石店のマネージャー 役
- 京都紫野殺人事件（1986年）
- 六本木ダンディーおみやさん（1987年）
- 月曜・女のサスペンス「笛吹けば人が死ぬ」（1989年）
- キテレツ（2002年） - キテレツ斎のお声
- 美容少年★セレブリティ（2007年） - 美乃達人の声
- 戦国鍋TV（2010年 - 2012年） - ナレーション
- 妖怪人間ベム（2011年） - 襲われる老人 役
- 実在性ミリオンアーサー（2014年） - ナレーション
- 植物男子ベランダー（2014年 - 2016年）ミニコーナー「多肉 愛の劇場」 - ロホホラの声
- 戦国炒飯TV 〜なんとなく歴史が学べる映像〜（2020年） - ナレーション

### 映画
- 首都消失（1987年）
- どろろ（2007年）

### 舞台
- 風よ吹け。
- 空より高い場所へ
- 待っています。
- 楽園座の憂鬱 〜眠れぬ羊の玉手箱〜

### テレビアニメ
1964年
- ビッグX

1970年
- 巨人の星

1971年
- アタックNo.1

1972年
- アストロガンガー（ブラスター3、ブラスターモンスーン）

1975年
- アンデス少年ペペロの冒険（長老、老人）

1976年
- 母をたずねて三千里

1977年
- 一発貫太くん（老骨ピッチャー）
- 無敵超人ザンボット3（野崎副総理）

1978年
- 家なき子
- 科学忍者隊ガッチャマンII（代表A）
- 女王陛下のプティアンジェ（アルバート）
- ペリーヌ物語
- 無敵鋼人ダイターン3（ラットの父）
- ルパン三世 (TV第2シリーズ)（1978年 - 1980年）

1979年
- 赤毛のアン（フィリップス先生）
- 円卓の騎士物語 燃えろアーサー（1979年 - 1980年、ラトクリフ、長老）
- 機動戦士ガンダム（テム）
- 花の子ルンルン
- まんが猿飛佐助
- 未来ロボ ダルタニアス（1979年 - 1980年、ハーリン〈楯隼人〉）
- 野球狂の詩（タイガースのスカウトA）

1980年
- 銀河鉄道999（酒場の主人）
- 伝説巨神イデオン（ナロブ）
- 魔法少女ララベル
- 無敵ロボ トライダーG7（父親、所長）

1981年
- 釣りキチ三平（杢兵衛）
- ワンワン三銃士（宿屋の主人、執事）

1982年
- 逆転イッパツマン（高僧）
- 銀河烈風バクシンガー（イアン・リー）
- 新みつばちマーヤの冒険（アリマキの裁判長）

1983年
- 銀河疾風サスライガー（イザヤル）

1984年
- あした天気になあれ（ゴルフ場の主人）
- 宗谷物語（神父）
- ドラえもん（テレビ朝日版第1期）（バトラー）

1985年
- おねがい!サミアどん（1985年 - 1986年、パパ 他）

1987年
- アニメ80日間世界一周（ギネス卿）
- ゲゲゲの鬼太郎（第3作）（タロー〈仙人〉）
- シティーハンター（1987年 - 1988年、萩尾、江神、医師） - 2シリーズ

1988年
- 美味しんぼ（高岡兵郎、常務）
- 魁!!男塾（和尚）

1989年
- チンプイ（日野先生）

1990年
- ふしぎの海のナディア（1990年 - 1991年、ガーゴイル、ナレーション、航海長、科学技術部長）

1991年
- 新世紀GPXサイバーフォーミュラ（グレイスン）
- 緊急発進セイバーキッズ

1992年
- 宇宙の騎士テッカマンブレード（クリストフ）
- 見ると強くなる 痛快!横綱アニメ ああ播磨灘（正一）
- YAWARA!（専務）

1993年
- 楽しいウイロータウン（ゲコウ）
- 勇者特急マイトガイン（作業主任、管理室長）

1994年
- 機動武闘伝Gガンダム（1994年 - 1995年、ミカムラ博士）

1995年
- 新世紀エヴァンゲリオン（1995年 - 1996年、冬月コウゾウ）
- バーチャファイター（トーマス）

1996年
- ANIMANIACS（老人）
- エルフを狩るモノたち（1996年 - 1997年、シュモクザメ海賊、大神官エイナル） - 2シリーズ
- 快傑ゾロ（老人）
- B'T X（ニーツィン博士）

1997年
- タンタンの冒険（ヴォルフ、チェン、ドゥクタ）
- みすて♡ないでデイジー（ひとみの父）

1998年
- カードキャプターさくら（偉望）
- 彼氏彼女の事情（学年主任・川島先生）
- SHADOW SKILL -影技-（村長）
- MASTERキートン（ジョナサン）
- 名探偵コナン（1998年 - 2018年、今村利明、植松竜司郎、大原一雄、徳永和弘、男、熊田紋吉）

1999年
- カウボーイビバップ（組織の男）
- THE ビッグオー（1999年 - 2003年、ノーマン・バーグ） - 2シリーズ
- デビルマンレディー（千代子の祖父）

2000年
- アルジェントソーマ（ドクター・スチュワート）
- タイムボカン2000 怪盗きらめきマン（マイージャン）

2001年
- はじめの一歩（2001年 - 2013年、ルスラン・ラムダ） - 2シリーズ
- HELLSING（ウォルター・C・ドルネーズ）

2002年
- 幻魔大戦 神話前夜の章（マ王）
- 十二国記（天官長）
- ポケットモンスター（ヤナギ）

2003年
- アストロボーイ・鉄腕アトム（ガゼット）
- GAD GUARD（ミゲル・カラキダ）
- ガングレイヴ（ドクターT / トキオカ）
- 京極夏彦 巷説百物語（平助）
- D・N・ANGEL（西沢画伯）
- フルメタル・パニック? ふもっふ（鮫島）
- 魔法遣いに大切なこと（古崎力哉）

2004年
- サムライチャンプルー（善吉）
- MONSTER（リーベルト）

2005年
- あかほり外道アワーらぶげ（ジェントル時田）
- ARIA シリーズ（2005年 - 2008年、郵便屋のおじさん〈庵野波平〉） - 3シリーズ
- ガン×ソード（ホセ）
- ギャラリーフェイク（瑪瑙）
- 戦争童話集シリーズ ぼくの防空壕（笠松雄介）
- 灼眼のシャナ（2005年 - 2011年、“屍拾い”ラミー） - 3シリーズ
- ハチミツとクローバー（浅井）
- BLEACH（朽木家家令）

2006年
- エンジェル・ハート（画商）
- ケロロ軍曹（ラオー・カニンガム）
- スーパーロボット大戦OG -ディバイン・ウォーズ-（レイカー・ランドルフ）
- バーテンダー（嶋岡社長）
- 働きマン（金子販売部長）
- まじめにふまじめ かいけつゾロリ（ジョーダン）
- ロックマンエグゼBEAST（風天老師）

2007年
- 一騎当千 Dragon Destiny（徐庶元直）
- シグルイ（日向半兵衛正久）
- のだめカンタービレ（2007年 - 2010年、シャルル・オクレール） - 3シリーズ

2008年
- スレイヤーズREVOLUTION（ロ村長）
- テイルズ オブ ジ アビス（テオドーロ）
- 隠の王（シリウス・ハシバ）

2009年
- 蒼天航路（王肱）
- テガミバチ（ホイットマン）
- ドラえもん（テレビ朝日版第2期）（2009年 - 2020年、教授、ジージ、神さまロボット、オモチャ屋さん）
- 夏のあらし!（白楽写真館当主）
- ミチコとハッチン（ジャイル）

2010年
- ご姉弟物語（吉田喜平）
- スーパーロボット大戦OG -ジ・インスペクター-（レイカー・ランドルフ）
- パンティ&ストッキングwithガーターベルト（寺尾）

2011年
- 快盗天使ツインエンジェル〜キュンキュン☆ときめきパラダイス!!〜（長月平之丞）
- 忍たま乱太郎（便秘之助（ナルト城主）〈2代目〉、団子屋さん）
- よんでますよ、アザゼルさん。（植村教授）

2012年
- TARI TARI（コンドルクインズ小柄）
- めだかボックス（箱庭学園理事長〈不知火袴〉） - 2シリーズ

2013年
- 有頂天家族（岩屋山金光坊）
- AKB0048 next stage（安永）
- さくら荘のペットな彼女（仙人）
- サムライフラメンコ（老人）
- 凪のあすから（木原勇 ）
- BLAZBLUE ALTER MEMORY（ヴァルケンハイン＝R＝ヘルシング）
- 夜桜四重奏 〜ハナノウタ〜（伊予薄墨）

2014年
- ご注文はうさぎですか?（2014年 - 2020年、ティッピー） - 3シリーズ
- ジョジョの奇妙な冒険 スターダストクルセイダース（ローゼス）
- ディスク・ウォーズ:アベンジャーズ（レッド・スカル）
- 信長協奏曲（平手政秀）
- 魔法科高校の劣等生（2014年 - 2020年、九島烈〈初代〉） - 2シリーズ

2015年
- 怪盗ジョーカー（バトラー）
- Classroom☆Crisis（柳井ゲンゾウ / 柳井副社長）
- 下ネタという概念が存在しない退屈な世界（マスター）
- 聖剣使いの禁呪詠唱（立村）
- 探偵歌劇 ミルキィホームズ TD（説明ジジイ、クライネバルト教授、老人）
- デュラララ!!×2 転（四十万戯一郎）

2016年
- Re:ゼロから始める異世界生活（マイクロトフ） - 2020年に第1期新編集版が放送
- 斉木楠雄のΨ難（2016年 - 2018年、マイケル） - 2シリーズ
- 夏目友人帳 伍（朱遠）
- モンスターハンター ストーリーズ RIDE ON（ジイジ）

2017年
- ツインエンジェルBREAK（長月平之丞）
- 異世界食堂（2017年 - 2021年、アルトリウス） - 2シリーズ
- 神撃のバハムート VIRGIN SOUL（魔族族長）
- プリンセス・プリンシパル（ベアトリス〈変声時〉）
- クジラの子らは砂上に歌う（ビャクロク）
- 少女終末旅行（おじいさん）

2018年
- 3月のライオン（遠野）
- 覇穹 封神演義（姫昌）
- 博多豚骨ラーメンズ（八木）
- ハクメイとミコチ（ハリネズミ）
- 多田くんは恋をしない（老夫婦〈夫〉）
- されど罪人は竜と踊る（ヤークトー）
- カードキャプターさくら クリアカード編（偉望）
- プラネット・ウィズ（竜造寺岳蔵）
- 天狼 Sirius the Jaeger（グスタフ）
- あかねさす少女（虻田四億）

2019年
- Z/X Code reunion（島崎）

2020年
- 理系が恋に落ちたので証明してみた。（ナレーション）
- 神達に拾われた男（ガイン）
- 魔王城でおやすみ（長老）
- ゴールデンカムイ（人斬り用一郎）

2021年
- はたらく細胞!!（ランゲルハンス細胞）
- EX-ARM エクスアーム（葉山雅邦）
- ひぐらしのなく頃に業（高野一二三）
- NIGHT HEAD 2041（ミサキ老人）

2022年
- KJファイル（小林丸兆治博士）

2023年
- 人間不信の冒険者たちが世界を救うようです（ナレーション、絆の剣）
- 最強陰陽師の異世界転生記（副学園長）
- アルスの巨獣（ゴウザ）
- 異世界ワンターンキル姉さん 〜姉同伴の異世界生活はじめました〜（村長）

### 劇場アニメ
1981年
- 機動戦士ガンダム（テム）

1982年
- オズの魔法使い（兵士）
- 機動戦士ガンダムIII めぐりあい宇宙編（テム）

1983年
- プロ野球を10倍楽しく見る方法（フジタ）

1984年
- プロ野球を10倍楽しく見る方法 PART2（フジタ）

1987年
- バリバリ伝説

1988年
- 機動戦士SDガンダム（テム・レイ）

1990年
- チンプイ エリさま活動大写真（日野先生）

1996年
- ブラック・ジャック 劇場版（ノッポ）

1997年
- 新世紀エヴァンゲリオン劇場版 THE END OF EVANGELION Air/まごころを、君に（冬月コウゾウ）
- 新世紀エヴァンゲリオン劇場版 DEATH AND REBIRTH シト新生（冬月コウゾウ）

2000年
- 風を見た少年
- 機動戦士ガンダム 特別版（テム・レイ）
- 機動戦士ガンダムIII めぐりあい宇宙編 特別版（テム・レイ）

2001年
- VAMPIRE HUNTER D（ジョン＝エルバーン）

2002年
- パルムの樹（フォー）

2007年
- ヱヴァンゲリヲン新劇場版:序（冬月コウゾウ）

2009年
- ヱヴァンゲリヲン新劇場版:破（冬月コウゾウ）

2010年
- イヴの時間 劇場版（シメイ）

2012年
- ヱヴァンゲリヲン新劇場版:Q（冬月コウゾウ）
- 神秘の法（ダーラニー）

2014年
- クレヨンしんちゃん ガチンコ!逆襲のロボとーちゃん（薄田修）

2015年
- 映画ドラえもん のび太の宇宙英雄記（議員）

2020年
- 泣きたい私は猫をかぶる（日之出賢三）

2021年
- シン・エヴァンゲリオン劇場版𝄇（冬月コウゾウ）

### OVA
1985年
- 吸血鬼ハンターD（フェリンゴ）

1986年
- バリバリ伝説 PART I 筑波編（群の父）

1988年
- 機動戦士SDガンダムMARK-I（テム・レイ、アッグ）

1989年
- 銀河英雄伝説（アムスドルフ〈初代〉）
- 妖魔（ナレーション）

1990年
- ダーティペア 謀略の005便（DCL重役）
- 変幻退魔夜行 カルラ舞う!〜仙台小芥子怨歌〜（こけし館係員）

1992年
- 新世紀GPXサイバーフォーミュラ（1992年 - 1998年、グレイスン、中沢純） - 6作品

1993年
- MINKY MOMO IN 夢にかける橋（紳士）

1995年
- ダーティペアFLASH3（セモリナ）

1996年
- 鉄腕バーディー（メギウス）
- マスターモスキートン（紳士A）

1998年
- 刻の大地 〜花の王国の魔女〜（メルビア国王、ナレーション）

2004年
- トップをねらえ2!（教授）
- Re:キューティーハニー（執事）

2005年
- MUNTO 時の壁を越えて（グンタール）

2006年
- HELLSING（2006年 - 2012年、ウォルター・クム・ドルネーズ） - 6作品

2008年
- 快盗天使ツインエンジェル（長月平之丞）
- ルパン三世 GREEN vs RED（店長）

2011年
- SUPERNATURAL: THE ANIMATION（エド）

2017年
- ご注文はうさぎですか??シリーズ（2017年 - 2019年、ティッピー） - 2作品

### Webアニメ
- FLAG（2006年、医師）
- イヴの時間（2008年、シメイ）
- 亡念のザムド（2008年、汗馬礼蔵[67]）

### ゲーム
1992年
- シェイプシフター・魔界英雄伝（マグナス・ザ・ワイズ）

1993年
- ふしぎの海のナディア（ガーゴイル）

1997年
- エルフを狩るモノたち -完全版-（シュモクサメ海賊、大神官A、店のオヤジ）
- 新世紀エヴァンゲリオン 2nd Impression（冬月コウゾウ）
- 新世紀エヴァンゲリオン 鋼鉄のガールフレンド（冬月コウゾウ、BigAppleダイナー徳さん）

1998年
- 機動戦士ガンダム ギレンの野望（テム・レイ、クルスト・モーゼス）
- 金田一少年の事件簿 星見島 悲しみの復讐鬼（立花光一）
- テイルコンチェルト（じい、署長）

1999年
- 新世紀エヴァンゲリオン (NINTENDO64)（冬月コウゾウ）
- 新世紀GPXサイバーフォーミュラ 新たなる挑戦者（ジョージ・グレイスン）

2002年
- ガングレイヴ（ドクターT）
- 機動戦士ガンダム ギレンの野望 ジオン独立戦争記（テム・レイ）

2003年
- 白詰草話 -Episode of the Clovers-（グラハム・ヘゼル）
- 新世紀エヴァンゲリオン 鋼鉄のガールフレンド2nd（冬月コウゾウ）
- 新世紀エヴァンゲリオン2（冬月コウゾウ）
- 天誅 参（生駒屋 善之助）

2004年
- 攻殻機動隊 STAND ALONE COMPLEX（梧桐エイチ）
- 十二国記 -赫々たる王道 紅緑の羽化-（天官長）
- 天誅 紅（生駒屋 善之助）
- 名探偵コナン 大英帝国の遺産

2005年
- 怪盗スライ・クーパー2（アルペジオ）
- 式神の城 七夜月幻想曲（ミュンヒハウゼン）
- ふしぎの海のナディア〜Inherit the Bluewater〜（ガーゴイル）
- ローグギャラクシー（セバスチャン）

2006年
- ARIA The NATURAL 〜遠い記憶のミラージュ〜（郵便屋のおじさん）
- サモンナイト4（テイラー・ブロンクス）
- シークレット オブ エヴァンゲリオン（冬月コウゾウ）
- 新世紀エヴァンゲリオン 鋼鉄のガールフレンド 特別編（BigAppleダイナー徳さん）
- 新世紀エヴァンゲリオン2 造られしセカイ -another cases-（冬月コウゾウ）
- 灼眼のシャナ（PS2）（ラミー）
- 天誅 千乱（緒河原 永頼）
- モンスターキングダム・ジュエルサモナー（イアザード）

2007年
- SDガンダム GGENERATION（2007年 - 2016年、クルスト・モーゼス） - 2作品
- レイトン教授と不思議な町（ブルーノ）

2008年
- ARIA The ORIGINATION 〜蒼い惑星のエルシエロ〜（郵便屋のおじさん）
- 機動戦士ガンダム ギレンの野望 アクシズの脅威（テム・レイ、クルスト・モーゼス）

2009年
- 機動戦士ガンダム ギレンの野望 アクシズの脅威V（テム・レイ、クルスト・モーゼス）
- 新世紀エヴァンゲリオン 鋼鉄のガールフレンド2nd ポータブル

2010年
- ザックとオンブラ まぼろしの遊園地（ジェームス）
- BLAZBLUE CONTINUUM SHIFT（ヴァルケンハイン＝R＝ヘルシング）※家庭用のみ
- BLAZBLUE CONTINUUM SHIFT II（ヴァルケンハイン＝R＝ヘルシング）

2011年
- 快盗天使ツインエンジェル〜時とセカイの迷宮〜（長月平之丞）
- 機動戦士ガンダム 新ギレンの野望（テム・レイ、クルスト・モーゼス）
- デウスエクス（ウィリアム・タガート）
- BLAZBLUE CONTINUUM SHIFT ENTEND（ヴァルケンハイン＝R＝ヘルシング）

2012年
- BLAZBLUE CHRONOPHANTASMA（ヴァルケンハイン＝R＝ヘルシング）

2013年
- ファイナルファンタジーXIV：新生エオルゼア（ルイゾワ・ルヴェユール）

2015年
- BLAZBLUE CENTRAL FICTION（ヴァルケンハイン＝R＝ヘルシング）

2016年
- ご注文はうさぎですか?? Wonderful Party!（ティッピー）
- Mighty No. 9（Dr.ブラックウェル）

2018年
- スーパーロボット大戦X（ガーゴイル）
- きららファンタジア（ティッピー）
- ガールフレンド（仮）（悪司会者）

2019年
- スーパーロボット大戦T（ホセ）

2020年
- ファイナルファンタジーVII リメイク（ドミノ市長）

2021年
- Re:ゼロから始める異世界生活 偽りの王選候補（マイクロトフ）
- スーパーロボット大戦30（ホセ）

2023年
- ファイアーエムブレム ヒーローズ（ガトー）

### ドラマCD
- 新世紀エヴァンゲリオン NEON GENESIS EVANGELION ADDITION（冬月コウゾウ）
- DJ+ドラマCD「いつでも召喚! サモンナイト4」 Vol.1、2（テイラー）
- 天使×悪魔 2ndシーズン ドラマCD 1
- やったらこうなっちゃったナディア（ガーゴイル）
- 新世紀GPXサイバーフォーミュラSAGA ROUND4 I WILL BE BACK（グレイスン）

### 音楽CD・キャラクターソング
- Bye Bye Blue Water
- 「ふしぎの海のナディア」ヴォーカル・コレクション2「本命盤 恨み舟」（ガーゴイル）

### 吹き替え

#### 担当俳優
ディーン・セキ
- 帰って来たドラゴン（給仕）
- カンニング・モンキー 天中拳（へっこき）※フジテレビ版
- デブゴンの太閤記（トンマオ）
- ドランクモンキー 酔拳（師範代）※フジテレビ版
- 燃えよデブゴン 豚だカップル拳（ロックの若旦那）※フジテレビ版

#### 映画（吹き替え）
- 赤い河（ラレード）
- 悪の法則（宝石商〈ブルーノ・ガンツ〉）
- アド・アストラ（プルイット大佐〈ドナルド・サザーランド〉）
- アニー2（デヴィッド・ウェブ〈イアン・レッドフォード〉）
- アミスタッド（アンドリュー・T・ジャットソン判事）
- アルカトラズからの脱出 ※テレビ朝日版
- イレイザー（フランク・コヴァック〈デイビッド・ケリー〉）
- イングロリアス・バスターズ（ラハトマン軍曹〈リチャード・サメル〉）
- インデペンデンス・デイ: リサージェンス（ジュリアス・レヴィンソン〈ジャド・ハーシュ〉[75]）
- イン・ハー・シューズ（ルイス・フェルドマン）
- インハビテッド（ワーナー医師〈マルコム・マクダウェル〉）
- インベージョン（ヘンリク・ベリチェク〈ジョセフ・ソマー〉）
- ヴァン・ヘルシング（ジネット枢機卿〈アラン・アームストロング〉）※テレビ朝日版
- 英雄の条件（モーリン大使〈ベン・キングズレー〉）※フジテレビ版
- エイリアン4（ドクター・レン〈J・E・フリーマン〉）※フジテレビ版
- 駅馬車（ピーコック〈ドナルド・ミーク〉）※NET版
- オスカー（ルイージ・フィヌーチ〈マーティン・フェレロ〉）
- お葬式だよ全員集合!（ダニエル）
- カーラの結婚宣言（ヴィテロ）
- 怪奇!吸血人間スネーク（老人〈チャールズ・シール〉）
- カウチ・イン・ニューヨーク（ウッド）
- 顔のない天使（ライオネル・タルボット〈ザック・グルニエ〉）※ソフト版
- カトマンズの男（ゴー）※テレビ東京版
- カリフォルニア〜ジェンマの復讐の用心棒
- 紀元前1万年（神）※テレビ朝日版
- 奇跡が降る街（アーヴ）
- 唇からナイフ（ウィリー〈テレンス・スタンプ〉）
- クライムブローカー/仮面の誘惑（ドナルド・ヒューズ〈ラルフ・コトリール〉）
- クルーシブル（グリッグス医師、ジョージ・ジェイコブス）
- 黒馬物語 ブラックビューティー（ヨーク〈ジョン・マケナリー〉）
- 撃鉄2 -クリティカル・リミット-（グリアー）
- 荒野の用心棒（ピリペロ〈ヨゼフ・エッガー〉）※テレビ朝日新録版
- 孤独な嘘（ローストン卿〈ジョン・ネヴィル〉）
- ザ・インタープリター（ニルス・ラッド〈イェスパー・クリステンセン〉）
- サバイビング・ゲーム（デレク・ウォルフ〈F・マーリー・エイブラハム〉）
- サムソンとデリラ
- サンタクロース ※テレビ朝日版
- シャドウ・オブ・ヴァンパイア（アルビン・グラウ〈ウド・キア〉）
- シャラコ（マコ）
- 13日の金曜日 ジェイソンの命日（エド・ランディス保安官〈ビリー・グリーン・ブッシュ〉、シェルビー〈レスリー・ジョーダン〉、ジェイソン・ボーヒーズ〈ケイン・ホッダー〉）※VHS版
- ショーン・オブ・ザ・デッド（ネルソン）
- ジョン・キャンディの大進撃（合衆国大統領〈アラン・アルダ〉）
- 紳士は金髪がお好き（プリチャード）※フジテレビ版
- シンドラーのリスト（カイム・ノヴァック）
- スクリーム・チーム/ぼくらの幽霊退治（コフィン・エド〈エリック・アイドル〉）
- スタートレックIV 故郷への長い道（サレク大使、アンティーク店のオーナー）※フジテレビ版
- スターリングラード（フリードリヒ・パウルス将軍〈マティアス・ハビッヒ〉）※ソフト版
- スローターハウス5（スタンレー）
- 戦略大作戦
- 底抜けいいカモ（ブルース・アーデン〈ジョン・キャラダイン〉）
- ダーティファイター 燃えよ鉄拳（バーテンダー〈ジェームズ・ギャモン〉）
- ターミナル・ベロシティ（ノーブル〈メルヴィン・ヴァン・ピーブルズ〉）※ソフト版
- 大空港（コンパーニョ医師）※日本テレビ旧録版
- 大混乱（レジ）
- ダイ・ハード2（マーヴィン〈トム・バウアー〉）※フジテレビ版
- ダイ・ハード3（フレッド・シラー）※フジテレビ版
- 脱出（老人）※テレビ朝日版
- 弾丸を噛め（J・B・パーカー）
- チキ・チキ・バン・バン（チャイルドキャッチャー〈ロバート・ヘルプマン〉）※TBS版
- 地球爆破作戦（ドクター・カプリン）
- チャーリーとチョコレート工場（ジョーおじいちゃん〈デイビッド・ケリー〉）※ソフト版
- デイズ・オブ・サンダー（ウィルヘア医師〈ジェラルド・R・モーレン〉）※ソフト版
- デスロック/戦略ガス兵器を追え!（アドナン・ザヒド）
- デッド・エンド/特捜記者ブラティガンの挑戦（マサトミ）
- テレフォン（カール・ハスラー）
- 12モンキーズ（植物学者〈H・マイケル・ウォールズ〉）※フジテレビ版
- トゥルーライズ（サミール博士〈チャールズ・クラギン〉）※ソフト版
- 飛べないアヒル（ジェラルド・ダックスワース〈ジョセフ・ソマー〉）
- トム・ホーン（競売人）
- ドリーム・チーム（ヴェルボーヴェン博士）
- ドン・ボスコ（カファッソ神父）
- ナイト・オブ・ザ・リビングデッド/死霊創世紀（ジョニー〈ビル・モーズリー〉）
- 渚にて（ジョーンズ）※テレビ朝日版
- ナルニア国物語/第3章: アスラン王と魔法の島（ループ卿〈ブルース・スペンス〉）
- ニコラスの贈りもの（チプリアーノ医師）
- ネバーセイ・ネバーアゲイン（イタリアの大臣）※フジテレビ版
- ネバダ・スミス（ザッカルディ神父〈ラフ・ヴァローネ〉）※フジテレビ版
- her/世界でひとつの彼女（アラン〈ブライアン・コックス〉）
- バートン・フィンク（ピート）※VHS版
- ハイリスク（チャーリー）
- 花咲ける騎士道（元帥）
- パラダイス・アレイ（ギャンベリ）
- 晩秋（ハル・マッカーシー）※VHS版
- ブーメランのように（判事）
- ファイナル・カウントダウン（アーサー、ボースン）※フジテレビ版
- 不思議な世界 未来戦争の恐怖（配達人〈スパイク・ミリガン〉）
- ブッシュ（ドナルド・ラムズフェルド〈スコット・グレン〉）
- プロジェクトA（麻雀相手〈ウー・マ〉）※テレビ朝日版
- プロムナイト（サイクス）
- ベン・ハー（ヨセフ）※フジテレビ版
- ホーム・アローン（マーリー〈ロバーツ・ブロッサム〉）※フジテレビ版
- ホーム・アローン2（クリフ）※テレビ朝日版
- ホーム・アローン3（中国犯罪組織のボス〈ジェームズ・サイトウ〉）※フジテレビ版
- ボーン・レガシー（ダン・ヒルコット）
- ボクサー（レジー・ベル〈イアン・マッケルヒニー〉）
- ボブ・クレイン 快楽を知ったTVスター（レニー〈ロン・リーブマン〉）
- ホワイトハウス狂騒曲（ヴァン・ダイク）※ソフト版
- マイヤーウィッツ家の人々 (改訂版)（L・J・シャピロ〈ジャド・ハーシュ〉）
- マグダレーナ/美しき娼婦（大司教〈ファーディ・メイン〉）
- Mr.Boo!ギャンブル大将（囚人仲間、賭博場の男）
- ミス・ペレグリンと奇妙なこどもたち（オギー）
- 未知との遭遇（農夫〈ロバーツ・ブロッサム〉）※ソフト版
- 未来は今（モーゼ〈ビル・コッブス〉）※パイオニアLDC版
- ミラクル・ファイター（兄弟子〈レオン・カーヤン〉）
- ムーンフォール（ホールデンフィールド〈ドナルド・サザーランド〉[76]）
- 迷宮のレンブラント
- メイド・イン・マンハッタン（キーフ・タウンゼント）
- メル・ブルックス/珍説世界史PARTI（ムッシュ・ハンブル〈スパイク・ミリガン〉）
- メン・イン・ブラック2（警備員）※劇場公開版
- モー・マネー（ハロルド・レイク判事）
- 燃えよデブゴン（ラッパおじさん）
- 奴らを高く吊るせ!（フランシス・ダフィ）
- 勇気ある追跡（ヤーネル・ポインデクスター）※テレビ朝日版
- リトル・レックス（キラム）
- リトル・ロマンス（リチャード〈アーサー・ヒル〉）※VHS版
- レナードの朝（ピーター・インガム〈マックス・フォン・シドー〉）※ソフト版
- ワーロック ※テレビ朝日版
- わが心のボルチモア（ダン校長）
- ワンス・アポン・ア・タイム・イン・チャイナ&アメリカ 天地風雲（ソー医師〈チャン・クオックポン〉）

#### ドラマ
- アストリッドとラファエル 文書係の事件録 シーズン1（アタナシウス）
- アリー my Love
- 宇宙清掃株式会社 サルベージ・ワン パイロット版（クレイマー）
- エレメンタリー ホームズ&ワトソン in NY シーズン2（ジュリアン・アフカミ）
- エンジェルス・イン・アメリカ（プライアー・ウォルターの先祖〈マイケル・ガンボン〉）
- 9.11アメリカ同時多発テロ 最後の真実（ウサマ・ビンラディン、ディック・チェイニー）
- グッド・ワイフ3
- 刑事コジャック シーズン1 #15（J・ウォーレン・ヘイル、ウィンクラー）
- 刑事コロンボシリーズ
  - 刑事コロンボ 指輪の爪あと（課長）
  - 刑事コロンボ ホリスター将軍のコレクション（ハリー・バーンズ）
  - 刑事コロンボ 二枚のドガの絵（警官）
  - 刑事コロンボ 黒のエチュード（マイク）※日本テレビ版
  - 刑事コロンボ 毒のある花（作業員）
  - 刑事コロンボ 野望の果て（パトカー無線の声）
  - 刑事コロンボ ビデオテープの証言（ブロンソン巡査）
  - 刑事コロンボ ハッサン・ハラーの反逆（門番）
  - 新・刑事コロンボ 影なき殺人者（アンドウ・ミヤギ）
  - 新・刑事コロンボ 死者のギャンブル（フェルナンド）
- 刑事スタスキー&ハッチ シーズン1 #5（キャロウィッツ）、#22（ジェリー・コーニッグ、エディ・ホイル）
- コールドケース4 #18（ヴィンセント・ホッパー）
- コンバット!（兵士）
- The Confession -コンフェッション-（神父〈ジョン・ハート〉）
- シャーロック・ホームズの冒険 金縁の鼻眼鏡（コラム教授〈フランク・フィンレー〉）※追加収録部分
- 私立探偵マグナム シーズン1 #17（ルネ）
- スティーヴン・キングのゴールデン・イヤーズ（リック）
- ダンディ2 華麗な冒険 #17（モーリー・リンドン）
- 地上最強の美女たち!チャーリーズ・エンジェル シーズン2 #5（フレッド〈スティーヴ・フランケン〉）
- 超音速ヒーロー ザ・フラッシュ #7（フォスター判事）※日本テレビ版
- ツイン・ピークス（巨人〈カレル・ストルイケン〉、ウェイター）
- デンジャラス・ウーマン（ローレンス・ヘルマン判事〈ジョセフ・ソマー〉）
- 逃亡者　#106
- 特捜刑事マイアミ・バイス
  - シーズン1 #21（ウィルソン）
  - シーズン3 #21 （医者）、 #22 （精神科医）
- 特攻ギャリソン・ゴリラ　#16 (ゲシュタポ)
- ニュースルーム（チャーリー・スキナー〈サム・ウォーターストン〉）
- ベティ〜愛と裏切りの秘書室（エルメス・ピンソン・ガラルサ）
- ハローアインシュタイン 遥かなる宇宙へのメッセージ（エイブラハム・フレクスナー）
- 冒険野郎マクガイバー シーズン2 #11（ハリー・ジャクソン）※追加収録部分
- ボーイ・ミーツ・ワールド（バドさん）
- ミステリー・ゾーン シーズン1 #3（ヘンリー・J・フェイト）※ソフト版
- ミステリーゾーン シーズン3 #6 「鏡」
- 未知への逃亡者/ローガンズ・ラン（レム〈ドナルド・モファット〉）
- 夢見る子犬・ウィッシュボーン（判事）

#### アニメ
- チップとデールの大作戦（ホーソーン）※新吹き替え版
- ドラゴン水滸伝（仙翁）
- オフビーツ隊（ナレーション、グルーさん）
- ロッコーのモダンライフ（デュペット）

### 特撮
1972年
- 快傑ライオン丸（ゴースンの声〈代役〉、デボノバの声〈初代〉、ジェロモの声、ガライタチの声）
- 人造人間キカイダー（タコヤマブキの声、アナウンサー〈第18話〉）

1973年
- イナズマン（イツツバンバラの声）
- キカイダー01（シャドウナイトの声〈二代目〉、ライジーン・プラスの声）
- 鉄人タイガーセブン（へび原人の声）

1974年
- イナズマンF（マシンガンデスパーの声、ブラックデスパーの声）

1975年
- アクマイザー3（ミイラーゴの声）
- ウルトラマンレオ（ウルトラマンキングの声、暗黒星人ババルウ星人の声）
- 秘密戦隊ゴレンジャー（青すじ仮面の声、鉄ヒメ仮面の声）

1976年
- 宇宙鉄人キョーダイン（ガブリン親衛隊の声）

1978年
- UFO大戦争 戦え! レッドタイガー（ゲッタラー指揮官の声、リキヤー指揮官の声）

1979年
- バトルフィーバーJ（火の玉怪人の声）

1980年
- シルバージャガー（ナレーター）※パイロット作品

1982年
- 大戦隊ゴーグルファイブ（テラノモズーの声）

1996年
- 超光戦士シャンゼリオン（バクリナーの声）

1997年
- 電磁戦隊メガレンジャー（ガマネジレの声）

1999年
- 救急戦隊ゴーゴーファイブ（ゾンビーストの声）

2000年
- 未来戦隊タイムレンジャー（ゴウガンの声）

2004年
- 特捜戦隊デカレンジャー（エイリアン客の声、ミノロ星人モンテーン博士の声）

2006年
- ウルトラマンメビウス（暗黒星人ババルウ星人の声）
- ウルトラマンメビウス外伝 ヒカリサーガ（ウルトラマンキングの声、暗黒星人ババルウ星人の声）

2008年
- ウルトラマンメビウス外伝 アーマードダークネス（ウルトラマンキングの声）

### ナレーション
- 猛烈アジア太郎（フジテレビ）
- 美を求めて（TBS）
- 西洋アンティーク鑑定会（NHK BS）
- 現代の驚異（CS）

### CM
- 機動戦士ガンダム ギレンの野望 アクシズの脅威V（テム・レイ）

### その他コンテンツ
- ヤンマーファミリーアワー 飛べ!孫悟空
- ソースネクスト 特打・特打式シリーズ（酒場の親父[77]）
- こどもにんぎょう劇場「おばけガスのはくぶつかん」
- うたっておどろんぱ（第3期）「ねころんであそぼうよ」みかんちゃんの声 / パペットキャラクター
- パチスロ機 トリビー 快盗天使ツインエンジェル（長月平之丞）
- 東京国立博物館「対決 巨匠たちの日本美術」音声ガイド（蕪村）
- 高知県立歴史民俗資料館「長宗我部元親本陣シアター」（長宗我部元親役）
- 東京都現代美術館「館長 庵野秀明 特撮博物館 ミニチュアで見る昭和平成の技」音声ガイド「特撮博物館 大百科」
- あしたも晴れ!人生レシピ「城みちる イルカにのった59歳」（朗読）

## 受賞歴
- 2023年東京アニメアワード
  - 功労部門（第19回）声優・俳優